# Reese Witherspoon
Laura Jeanne Reese Witherspoon (Nova Orleans, 22 de março de 1976) é uma premiada atriz, produtora e empresária estadunidense, vencedora do Oscar de Melhor Atriz. Iniciou sua carreira como atriz infantil e  modelo, fazendo sua estreia profissional em The Man in the Moon (1991), para o qual ela foi nomeada ao Young Artist Award.
O papel revelação de Witherspoon veio em 2001, em Legalmente Loira, no papel de Elle Woods, pelo qual recebeu o reconhecimento internacional e sua segunda indicação ao Globo de Ouro. No ano seguinte, ela estrelou a comédia romântica Sweet Home Alabama (2002), que surgiu como o seu maior sucesso comercial live-action. Em 2005, Witherspoon recebeu grande atenção por sua interpretação de June Carter em Walk the Line, que lhe rendeu o Oscar, Globo de Ouro, BAFTA, Screen Actors Guild Award e o Critics Choice Award de Melhor Atriz. Seus outros filmes incluem Legally Blonde 2: Red, White & Blonde (2003), Monster vs. Aliens (2009) e Water for Elephants (2011). Em 2014, Witherspoon produziu o suspense Gone Girl e foi aclamada pela crítica por retratar Cheryl Strayed em Wild, pelo qual ela ganhou sua segunda indicação ao Oscar de Melhor Atriz.

## Biografia
Filha de um médico cirurgião e uma enfermeira pediátrica e professora universitária, Witherspoon é descendente direta de John Witherspoon, signatário da Declaração de Independência dos Estados Unidos e fundador da Universidade de Princeton. Por seu pai ter trabalhado para as Forças Armadas estadunidenses em Wiesbaden, Alemanha, Witherspoon lá viveu por quatro anos. Ao retornar para os Estados Unidos, Witherspoon viveu longo período de sua infância e adolescência em Nashville, onde a família frequentava a igreja Episcopal. Após a conclusão do Ensino Médio na conceituada Harpeth Hall School, ela ingressou na Universidade de Stanford, no curso de Literatura, mas abandonou-o após um ano para dedicar-se à carreira de atriz. Witherspoon fundou uma produtora denominada Type A, apelido dado à atriz por sua fama de organização.

## Vida profissional

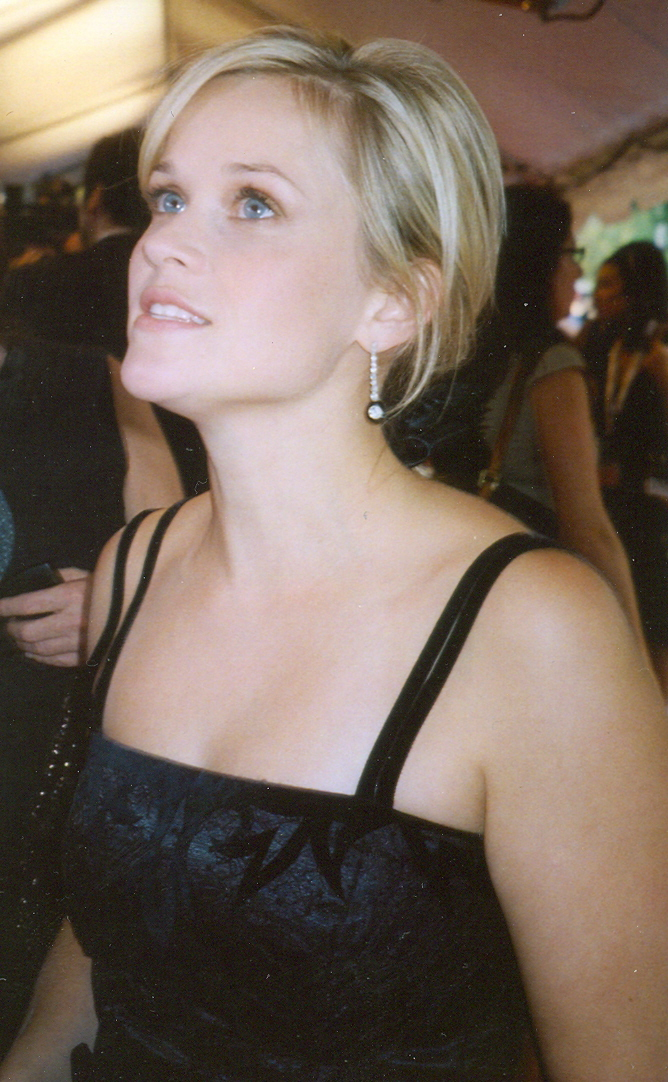
Witherspoon na premiére de Walk The Line em 2005.

Witherspoon iniciou a sua carreira em comerciais e construiu uma significativa filmografia atuando tanto em comédias como em dramas, começou com o filme O Homem Na Lua e seu currículo inclui como papéis; Vanessa Lutz em Sem Saída (1996, com Kiefer Sutherland e Brooke Shields) e Tracy Flick em Election. Teve participação no premiadíssimo seriado Friends, fazendo o papel de Jill, irmã patricinha e mimada de Rachel (Jennifer Aniston). Ela dublou Greta Wolfecastle em um episódio de Os Simpsons. Tornou-se mais conhecida e saltou para a fama protagonizando a sátira sobre os preconceitos que pesam sobre uma loira ingênua e superdotada, defensora dos animais, sempre vestida com roupas cor-de-rosa nos dois filmes Legalmente Loira, de 2001 e a sequência Legalmente Loira 2, tornando-se a atriz mais bem paga de Hollywood.
Ela foi muito elogiada pelo desempenho como June Carter Cash em Johnny & June. Witherspoon ganhou diversos prêmios e o Oscar por esta atuação. Participou e produziu seu último filme/última comédia Surpresas do Amor. Numa lista recente sobre as celebridades mais bem pagas de Hollywood em 2007, Reese Witherspoon alcançou a primeira posição, que em 2006 havia ocupado o segundo lugar. Atualmente está cheia de projetos futuros como "Bell Witched" e "Used Guys". Sua produtora, Type A está produzindo todos os seus últimos filmes/projetos, como Surpresas do Amor e Penelope.
Reese também é a embaixatriz dos comerciais da marca americana de cosméticos Avon.

## Vida pessoal
Witherspoon foi casada com o ator Ryan Phillippe desde 5 de junho de 1999. Eles se conheceram nas filmagens de Segundas Intenções e separaram-se no final de outubro de 2006. Juntos, tiveram dois filhos: Ava Elizabeth, nascida em 9 de setembro de 1999, e Deacon Phillippe, nascido em 23 de outubro de 2003. Iniciou um romance com o ator Jake Gyllenhaal nos bastidores do filme O Suspeito em 2007. O casal se separou em novembro de 2009. Em fevereiro de 2010, começou a namorar o agente Jim Toth, no dia 26 de março de 2011, eles se casaram em uma cerimônia em Ojai, na Califórnia. Reese deu à luz seu terceiro filho, o primeiro com o atual marido Jim Toth, no dia 27 de setembro de 2012, um menino que recebeu o nome de Tennessee James.

## Filmografia

### Cinema
| Ano  | Filme                               | Título em português                                                                                 | Papel                    | Notas |
| ---- | ----------------------------------- | --------------------------------------------------------------------------------------------------- | ------------------------ | --- |
| 1991 | The Man in the Moon                 | br: No Mundo da Lua pt: O Homem da Lua                                                              | Dani Trant               | Indicada - Young Artist Award |
| 1991 | Wildflower                          | | Ellie Perkins            | |
| 1992 | Desperate Choices: To Save My Child | | Cassie                   | |
| 1993 | A Far Off Place                     | br: Viagem ao Grande Deserto                                                                        | Nonnie Parker            | |
| 1993 | Jack the Bear                       | br:Dias Amargas                                                                                     | Karen Morris             | Young Artist Award de melhor co-protagonista jovem |
| 1993 | Return to Lonesome Dove             | | Ferris Dunnigan          | |
| 1994 | S.F.W.                              | | Wendy Pfister            | |
| 1996 | Freeway                             | | Vanessa                  | Prêmio do Cognac Festival du Film Policier – melhor atriz |
| 1996 | Fear                                | br: Medo pt: O Medo                                                                                 | Nicole Walker            | |
| 1998 | Twilight                            | br: Fugindo do Passado pt: A Hora Mágica                                                            | Mel Ames                 | |
| 1998 | Overnight Delivery                  | br: Entrega a Domicílio pt: Direito por Encomenda                                                   | Ivy Miller               | |
| 1998 | Pleasantville                       | br: A Vida em Preto E Branco pt: Viagem ao Passado                                                  | Jennifer/Mary Sue        | Indicada - Teen Choice Award de cena mais engraçada |
| 1999 | Cruel Intentions                    | br: Segundas Intenções pt: Estranhas Ligações                                                       | Annette Hargrove         | Blockbuster Entertainment Award de atriz coadjuvante favorita Indicada - Teen Choice Award de cena de amor mais sexy Indicada - Teen Choice Award de atriz escolhida |
| 1999 | Election                            | br: Eleição pt: Eleições                                                                            | Tracy Flick              | Indicada - American Comedy Award de atriz mais engraçada em longa-metragem Indicada - Chicago Film Critics Association Award de melhor atriz Indicado - Globo de Ouro de melhor atriz em comédia ou musical |
| 1999 | Best Laid Plans                     | | Lissa                    | |
| 2000 | Little Nicky                        | br: Um Diabo Diferente pt: Nicky, Filho… do Diabo                                                   | Holly                    | |
| 2000 | American Psycho                     | br/pt: Psicopata Americano                                                                          | Evelyn Williams          | |
| 2001 | The Trumpet of the Swan             | | Serena                   | Voz |
| 2001 | Legally Blonde                      | br/pt: Legalmente Loira                                                                             | Elle Woods               | MTV Movie Award de melhor performance de comédia MTV Movie Award de mais bem-vestido(a) MTV Movie Award de melhor frase Indicada - Globo de Ouro de melhor atriz em filme musical ou comédia Indicada - MTV Movie Award de melhor performance feminina Indicada - Satellite Award de melhor atriz em filme musical ou comédia |
| 2002 | The Importance of Being Earnest     | br: Armadilhas do Coração                                                                           | Cecily Cardew            | Indicada - Teen Choice Award de atriz escolhida |
| 2002 | Sweet Home Alabama                  | br: Doce Lar pt: A Diva da Moda                                                                     | Melanie Carmichael       | Indicada - MTV Movie Award de melhor performance feminina Indicada - Teen Choice Award de atriz escolhida |
| 2003 | Legally Blonde 2                    | br: Legalmente Loira 2 pt: Legalmente Loira 2: Vermelha, Branca & Loira                             | Elle Woods               | Produtora-executiva |
| 2004 | Vanity Fair                         | br: Feira das Vaidades pt: A Feira das Vaidades                                                     | Becky Sharp              | |
| 2005 | Walk the Line                       | br: Johnny & June                                                                                   | June Carter Cash         | Vocais Oscar de melhor atriz Globo de Ouro de melhor atriz em filme musical ou comédia BAFTA Award de melhor atriz em papel principal Austin Film Critics Association de melhor atriz Critics' Choice Award de melhor atriz de melhor atriz National Society of Film Critics de melhor atriz Online Film Critics Society Award de melhor atriz Screen Actors Guild Award de melhor atriz Teen Choice Award de atriz escolhida de melhor atriz Indicado — MTV Movie Award de melhor performance de melhor atriz Boston Society of Film Critics de melhor atriz Chicago Film Critics Association Awards de melhor atriz Nomeada - Empire Awards, UK de melhor atriz Florida Film Critics Circle Awards de melhor atriz Nomeada - Las Vegas Film Critics Society Awards de melhor atriz Sociedade Nacional de Críticos Film Awards de melhor atriz New York Film Critics Circle Awards de melhor atriz People's Choice Awards de melhor atriz |
| 2005 | Just Like Heaven                    | br: E Se Fosse Verdade… pt: Enquanto Estiveres Aí                                                   | Elizabeth Masterson      | |
| 2007 | Rendition                           | br: O Suspeito pt: Detenção Secreta                                                                 | Isabella El-Ibrahimi     | Indicada - Teen Choice Award de Atriz de Drama |
| 2008 | Penelope                            | | Annie                    | |
| 2008 | Four Christmases                    | br: Surpresas do Amor pt: Uns Sogros de Fugir                                                       | Kate/Daphne/Virgem Maria | |
| 2009 | Monsters vs. Aliens                 | br: Monstros vs. Alienígenas pt: Monstros vs. Aliens                                                | Susan Murphy / Ginormica | Voz |
| 2010 | Water for Elephants                 | br: Água para Elefantes pt: Água aos Elefantes                                                      | Marlena                  | |
| 2011 | How Do You Know                     | br: Como Você Sabe pt: Tens a Certeza?                                                              | Lisa                     | |
| 2012 | This Means War                      | br/pt: Guerra É Guerra                                                                              | Lauren                   | |
| 2014 | Devil's Knot                        | br/pt: Sem Evidências                                                                               | Pamela Hobbs             | |
| 2014 | The Good Lie                        | br/pt: A Boa Mentira                                                                                | Carrie Davis             | |
| 2014 | Gone Girl                           | |                          | Produtora |
| 2015 | Wild                                | br/pt: Livre                                                                                        | Cheryl Strayed           | Nomeada - Oscar de melhor atriz Nomeada - Globo de Ouro de melhor atriz em filme Dramático Nomeada - BAFTA Award de melhor atriz em papel principal Nomeada - Austin Film Critics Association de melhor atriz Nomeada - Critics' Choice Award de melhor atriz Nomeada - National Society of Film Critics de melhor atriz Nomeada - Online Film Critics Society Award de melhor atriz Nomeada - Screen Actors Guild Award de melhor atriz Teen Choice Award de atriz escolhida de melhor atriz Nomeada - MTV Movie Award de melhor performance de melhor atriz Nomeada - Boston Society of Film Critics de melhor atriz Nomeada - Chicago Film Critics Association Awards de melhor atriz Nomeada - Empire Awards, UK de melhor atriz Nomeada - Florida Film Critics Circle Awards de melhor atriz Nomeada - Las Vegas Film Critics Society Awards de melhor atriz Nomeada - Sociedade Nacional de Críticos Film Awards de melhor atriz Nomeada - New York Film Critics Circle Awards de melhor atriz Nomeada - People's Choice Awards de melhor atriz |
| 2015 | Hot Pursuit                         | br:Belas e Perseguidas                                                                              | Cooper                   | |
| 2016 | Sing                                | br:Sing: Quem Canta Seus Males Espanta \ pt: Cantar!                                                | Rosita                   | Voz; também vocais |
| 2017 | Justice League vs. Teen Titans      | br: Liga da Justiça e Jovens Titãs: União em Ação pt: Liga da Justiça e Jovens Titãs: União em Ação | Estelar/Adolescente      | Voz |
| 2017 | Home Again                          | br/pt: De volta Para Casa                                                                           | Alice                    | |
| 2018 | A Wrinkle in Time                   | br:Uma Dobra no Tempo                                                                               | Mrs. Whatsit             | |

### Televisão
| Ano           | Título                                                | Papel                          | Obs.                              |
| ------------- | ----------------------------------------------------- | ------------------------------ | --------------------------------- |
| 2000          | King of the Hill                                      | Debbie                         | 2 episódios                       |
| 2000          | Friends                                               | Jill Green                     | 2 episódios                       |
| 2002          | The Simpsons                                          | Greta Wolfcastle (voz)         | 1 episódio                        |
| 2003          | Freedom: A History of Us                              | Várias personagens             | 3 episódios                       |
| 2009          | Monsters vs. Aliens: Mutant Pumpkins from Outer Space | Susan Murphy / Ginormica (voz) | Halloween / TV Especial           |
| 2011          | After Lately                                          | Ela mesma                      | 1 episódio                        |
| 2017–2019     | Big Little Lies                                       | Madeline Martha Mackenzie      | Protagonista; produtora executiva |
| 2019–presente | The Morning Show                                      | Bradley Jackson                | Protagonista; produtora executiva |
| 2020          | Little Fires Everywhere                               | Elena Richardson               | Minissérie; produtora executiva   |

## Prêmios e indicações

#### Óscar
| Ano  | Título        | Categoria    | Resultado |
| ---- | ------------- | ------------ | --------- |
| 2006 | Walk the Line | Melhor Atriz | Venceu    |
| 2015 | Wild          | Melhor Atriz | Indicado  |

#### Emmy Awards
| Ano  | Título                  | Categoria                               | Resultado |
| ---- | ----------------------- | --------------------------------------- | --------- |
| 2017 | Big Little Lies         | Melhor Atriz em Minissérie ou Telefilme | Indicado  |
| 2017 | Big Little Lies         | Melhor Minissérie                       | Venceu    |
| 2020 | Little Fires Everywhere | Melhor Minissérie                       | Indicado  |
| 2022 | The Morning Show        | Melhor Atriz em Série Dramática         | Indicado  |
| 2023 | Daisy Jones & The Six   | Melhor Minissérie                       | Indicado  |
| 2024 | The Morning Show        | Melhor Atriz em Série Dramática         | Indicado  |

#### BAFTA
| Ano  | Título          | Categoria                     | Resultado |
| ---- | --------------- | ----------------------------- | --------- |
| 2006 | Walk the Line   | Melhor Atriz                  | Venceu    |
| 2015 | Wild            | Melhor Atriz                  | Indicado  |
| 2018 | Big Little Lies | Melhor Programa Internacional | Indicado  |

#### Globo de Ouro
| Ano  | Título           | Categoria                                   | Resultado |
| ---- | ---------------- | ------------------------------------------- | --------- |
| 2000 | Election         | Melhor Atriz em Cinema - Comédia ou Musical | Indicado  |
| 2002 | Legally Blonde   | Melhor Atriz em Cinema - Comédia ou Musical | Indicado  |
| 2006 | Walk the Line    | Melhor Atriz em Cinema - Comédia ou Musical | Venceu    |
| 2015 | Wild             | Melhor Atriz em Cinema - Drama              | Indicado  |
| 2018 | Big Little Lies  | Melhor Atriz em Minissérie ou Telefilme     | Indicado  |
| 2018 | Big Little Lies  | Melhor Minissérie ou Telefilme              | Venceu    |
| 2020 | The Morning Show | Melhor Atriz em Série Dramática             | Indicado  |

#### SAG Awards
| Ano  | Título           | Categoria                               | Resultado |
| ---- | ---------------- | --------------------------------------- | --------- |
| 2006 | Walk the Line    | Melhor Atriz Principal                  | Venceu    |
| 2015 | Wild             | Melhor Atriz Principal                  | Indicado  |
| 2018 | Big Little Lies  | Melhor Atriz em Minissérie ou Telefilme | Indicado  |
| 2020 | Big Little Lies  | Melhor Elenco em Série Dramática        | Indicado  |
| 2022 | The Morning Show | Melhor Elenco em Série Dramática        | Indicado  |
| 2022 | The Morning Show | Melhor Atriz em Série Dramática         | Indicado  |
| 2024 | The Morning Show | Melhor Elenco em Série Dramática        | Indicado  |

#### Critics' Choice Movie Awards
| Ano  | Título        | Categoria              | Resultado |
| ---- | ------------- | ---------------------- | --------- |
| 2006 | Walk the Line | Melhor Atriz em Cinema | Venceu    |
| 2015 | Wild          | Melhor Atriz em Cinema | Indicado  |

#### Critics' Choice Television Awards
| Ano  | Título           | Categoria                               | Resultado |
| ---- | ---------------- | --------------------------------------- | --------- |
| 2018 | Big Little Lies  | Melhor Atriz em Minissérie ou Telefilme | Indicado  |
| 2018 | Big Little Lies  | Melhor Minissérie ou Telefilme          | Venceu    |
| 2024 | The Morning Show | Melhor Atriz em Série Dramática         | Indicado  |